# Оксамитна Світлана Миколаївна
Оксамитна Світлана Миколаївна (нар. 25 травня 1961) — докторка соціологічних наук, професорка кафедри соціології та деканка Факультету соціальних наук та соціальних технологій Національного університету «Києво-Могилянської Академії», наукова співробітниця відділу соціальних структур Інституту соціології академії наук України. Членкиня Вченої Ради НаУКМА.

## Наукова діяльність
У 1995 році захистила дисертацію з теми «Структурні та особистісні передумови здійснення трудової кар'єри». У 2012 році захистила дисертацію на звання докторки соціологічних наук за темою «Структурна зумовленість міжгенераційної соціальної мобільності». Є членкинею Соціологічної асоціації України і Міжнародної соціологічної асоціації. Стажувалася у Массачусетському і Колумбійському університетах (США), університеті Квінз (Канада).
До наукових інтересів С. Оксамитної відноситься й гендерна тематика, до якої вона прийшла через викладання соціально-структурної тематики. Наприкінці 1990-х років почала викладати курс «Вступ до гендерних студій», викладала курс «Гендер і політика» в НаУКМА. Була науковою редакторкою перекладу книги «Ґендероване суспільство» Майкла Кіммела, що була видана у 2003 році.
Виступала науковою керівницею у Тамари Марценюк.
Брала участь як модераторка та доповідачка на міжнародному семінарі, що мав назву «Жінки в політиці – міжнародний досвід для України» і відбувся 7 жовтня 2005 року. Семінар був організований НаУКМА, за допомоги Норвезького інституту міжнародних справ, Координатора проектів ОБСЄ в Україні та Програми рівних можливостей ООН в Україні. Зокрема, С.М. Оксамитна виступала у секції "Жінки в політиці в Україні: національний рівень". Її виступ стосувався теми "Гендерні відносини через призму громадської думки в Україні".
Була головною редакторкою журналу «Наукові записки НаУКМА», а саме напрямку «Соціальні науки».
Брала участь у круглому столі, присвяченому пам'яті Соломії Павличко. Дискусія стосувалася наступних тем: «образ підступної жінки у літературі, гендерний аспект сучасних українських, польських та ізраїльських оповідок, академічний фемінізм, кар’єра жінки VS кар’єра чоловіка, сприйняття суспільством». Власна тема виступу Світлани Оксамитної - «Жінки і кар'єра: власна чи чоловікова?».

## Визнання та нагороди
- У 2007 році у рамках 15-тої сесії академічної конференції отримала «Медаль святого Петра Могили», «за участь у розбудові національної української освіти, науки й духовності, за значний внесок у справу відродження та розвитку Києво-Могилянської академії»[8].
- У рамках нагородження учасників восьмого щорічного конкурсу на здобуття стипендій Іменного фонду Ігоря Ткаченка у 2014 році Світлана Оксамитна отримала подяку «За виховання талановитих студентів, які винаходять нестандартні рішення, генерують оригінальні ідеї і досягають наукових вершин у галузях соціології та зв’язків з громадськістю»[9].
- Виступала героїнею виставки «Безстрашні. Частина І». Виставка була присвячена історії фемінізму в Україні та відбулася у рамках проекту "Безстрашні: Вони творять фемінізм в Україні", під час якого Тамара Марценюк спілкувалася з діячками фемінізму в Україні, а потім опублікувала інтерв'ю у виданні «Гендер в деталях»[10]. Авторкою виставки та проекту виступила Тамара Марценюк[11].
- Указом президента України №586/2015, «за вагомий особистий внесок у розвиток національної освіти, підготовку висококваліфікованих спеціалістів, багаторічну плідну науково-педагогічну діяльність та з нагоди 400-річчя заснування Національного університету "Києво-Могилянська академія"» отримала почесне звання Заслуженого діяча науки і техніки України[12].

## Громадська діяльність

### Участь у комісії з розгляду подій у червні 2017
Очолювала комісію, створену для розгляду звинувачень викладачів НаУКМА у домаганнях до студенток після конфлікту у червні 2017 року. Тоді відбулася акція студентської організації «FemSolution» на території другого плацу НаУКМА через поведінку Олексія Курінного. В рамках акції актуалізувалися його дописи у Facebook 2013 року, які активістки охарактеризували як сексистські. Також, на цю акцію прийшли невідомі люди, які мали намір завадити або висміяти учасниць та учасників демонстрації. Це обурило студентство та наступного дня на тому самому місці зібралось вже значно більше студентства, що вимагало створення безпечного простору (малась на увазі як свобода університету від сексизму, так і від спроб завадити публічним висловлюванням). 
За словами Оксамитної, жодне з анонімних свідчень не мало фактів фізичного чи психологічного примусу до статевого акту, відвертих пропозицій сексуального характеру, погроз чи залякувань. Серед розповідей було наведено 2 приклади недоречних доторків з боку викладачів («кладе руку на талію/плече/руку» або «надто близько нахиляється під час перевірки завдання»).
Проте представниці «Fem Solution» відреагували на такий висновок негативно. Вони зазначили, що їхній виступ був присвячений не лише діям Олексія Курінного, а й тому, «як вважають "за доцільне" поводити себе викладачі; про сексизм і насилля, які існують в академії, загалом». Також критикували і склад комісії до якої, на думку активісток, не можна було залучати представників адміністрації. У своїй реакції організація критикувала адміністрацію за бездіяльність у питаннях протидії сексизму та зазначала, що у соціальних мережах є безліч доказів недоречної поведінки викладацького складу.

## Погляди та переконання
- Вважає себе академічною феміністкою[3]
- Підтримує використання фемінітивів

## Праці та публікації
- Основи теорії гендеру: Навчальний посібник К.: КІС 2004
- Гендер і культура: зб. ст. / Упоряд. В.Агеєва, С.Оксамитна К.: Факт 2001
- Социальные идентификации и идентичности / С. Макеєв, Е. Швачко, С. Оксамитна 1996
- Gender, Politics and Society in Ukraine. University of Toronto Press
- Гендерне квотування в Україні: громадська думка та досвід застосування / Т. Карась, С. Оксамитна // Наукові записки НаУКМА. — 2016. — Т. 187: Соціологічні науки. — С. 39–47.
- Women Politicians and Parliamentary Elections in Ukraine and Georgia in 2012 / Tetiana Kostiuchenko, Tamara Martsenyuk, Svitlana Oksamytna // East / West: Journal of Ukrainian Studies. — 2015. — Vol. 2. — No 2. — P. 83–110.
- Класова належність чоловіків і жінок в українському суспільстві / Світлана Оксамитна, Анастасія Чорногорська // Наукові записки НаУКМА. — 2012. — Т. 135. — С. 8–13.
- Гендер і соціальні класи // Соціальні виміри суспільства. — К.: Інститут соціології НАН України, 2004. — Вип. 7. — С. 42–55.
- Кар’єра жінки — це підтримувати кар’єру чоловіка? // Вісник гендерного партнерства «Ольга&Олег». — 2005. — № 3. — С. 16–19.
- Гендерні відносини // Соціологія: Навч. посіб. / За ред. С. О. Макеєва. — К.: Знання, 2008. — С. 297–331.